# Angelina Jolie
Angelina Jolie, geboren als Angelina Jolie Voight (Los Angeles, 4 juni 1975), is een Amerikaanse actrice en regisseur. Ze won drie Golden Globes, twee Screen Actors Guild Awards en een Oscar, voor haar rollen in George Wallace (1997), Gia (1998) en Girl, Interrupted (1999). Ze verwierf internationale bekendheid met haar rol als videogameheldin Lara Croft in Lara Croft: Tomb Raider (2001) en vestigde zich als een van de bestbetaalde actrices in Hollywood met het vervolg The Cradle of Life (2003).
Jolie bewees haar status als actiefilmster met Mr. & Mrs. Smith (2005) en Wanted (2008) en ontving lovende kritieken voor haar rollen in A Mighty Heart (2007) en Changeling (2008), waarvoor ze een Oscarnominatie kreeg. Forbes benoemde haar tot Hollywoods bestbetaalde actrice in 2009, 2011 en 2013.
Naast haar acteercarrière is Jolie sinds 2001 actief voor de VN-vluchtelingenorganisatie UNHCR, eerst als Goodwill Ambassadeur en sinds 2012 als Speciaal Gezant. Voor haar inzet ontving ze een ere-Oscar, de Jean Hersholt Humanitarian Award, en werd door koningin Elizabeth II benoemd tot Dame Commandeur in de Orde van Sint-Michaël en Sint-George. Ze is meerdere malen uitgeroepen tot de mooiste en meest sexy vrouw ter wereld. Na huwelijken met acteurs Jonny Lee Miller (1996–1999) en Billy Bob Thornton (2000–2003) had Jolie sinds 2005 een relatie met acteur Brad Pitt, met wie ze zes kinderen heeft. In september 2016 maakte de advocaat van Jolie bekend dat het stel na 11 jaar uit elkaar gaat en Jolie een scheiding heeft aangevraagd.

## Jeugd en familie
Jolie werd geboren in Los Angeles (Californië) als de dochter van acteurs Jon Voight en Marcheline Bertrand. Ze is een zus van regisseur James Haven, een nicht van songwriter Chip Taylor, en een petekind van acteurs Jacqueline Bisset en Maximilian Schell. 
Toen Jolie zes maanden oud was verliet haar vader het gezin, waarna ze met haar moeder en broer naar de staat New York verhuisde. Tien jaar later keerde de familie terug naar Los Angeles, waar de elfjarige Jolie besloot actrice te worden en zich inschreef aan het prestigieuze Lee Strasberg Theatre Institute.
Hoewel ze een gelukkige kindertijd had, raakte Jolie in haar tienerjaren depressief. Op de middelbare school werd ze door haar medescholieren gepest om haar dunne lichaam en volle lippen, en om het dragen van tweedehands kleding, een bril en een beugel. Tijdens deze periode sneed ze zichzelf en droeg enkel zwarte kleding. Op 14-jarige leeftijd trok ze in bij haar eerste vriend, stopte met haar acteerlessen, en droomde van een carrière als begrafenisondernemer. Twee jaar later, nadat de relatie was beëindigd, huurde ze een appartement nabij het huis van haar moeder en vervolgde haar acteeropleiding. Toen ze in 2004 terugkeek op deze periode zei ze daarover: "Diep van binnen ben ik nog steeds, en dat zal ik ook altijd blijven, gewoon een jonge punker met tattoos". Ook in de jaren die volgden had Jolie nog regelmatig zelfdestructieve en ook suïcidale neigingen met drugsgebruik. Dat veranderde rond 2002, toen ze haar eerste kind, Maddox, adopteerde.
Jolie had jarenlang geen persoonlijk contact meer met haar vader. In 2002 liet ze zelfs de familienaam Voight van haar naam verwijderen; sindsdien is "Angelina Jolie" haar volledige wettelijke naam. Jolie en Voight herstelden het contact nadat haar moeder, met wie Jolie een zeer hechte band had, in januari 2007 overleed aan eierstokkanker.

## Carrière

### Beginperiode, 1991–1997
Jolie had een kortstondige carrière als fotomodel en speelde in diverse muziekvideo's, waaronder  Lenny Kravitz' Stand by My Woman (1991), Antonello Venditti's Alta Marea (1991), The Lemonheads' It's About Time (1993) en Meat Loafs Rock and Roll Dreams Come Through (1993). 
Nadat ze enkele keren bij een auditie voor filmrollen was afgezen omdat ze 'too dark' was, begon Jolie in 1993 haar filmcarrière met een hoofdrol in de low-budgetfilm Cyborg 2. Enkele noemenswaardige films uit deze periode zijn haar eerste Hollywood-productie, Hackers (1995), waar ze haar eerste echtgenoot Jonny Lee Miller leerde kennen, en Foxfire (1996), waar ze een relatie kreeg met tegenspeelster Jenny Shimizu.

### Doorbraak, 1998–2000
In 1998 won Jolie een Golden Globe voor haar rol in de biografische televisiefilm George Wallace (1997). Datzelfde jaar speelde ze het tragische fotomodel Gia Marie Carangi in de biografische televisiefilm Gia. Critici roemden Jolies prestatie als de lesbische, aan heroïne verslaafde Carangi; ze won voor het tweede opeenvolgende jaar een Golden Globe en haar eerste Screen Actors Guild Award. Na Gia verhuisde Jolie naar New York en stopte tijdelijk met acteren, omdat zij voelde dat zij niets meer had om te geven.
Jolie keerde terug met Playing by Heart (1998), een ensembleproductie waarin ook Sean Connery, Gillian Anderson en Ryan Phillippe speelden. De film in het algemeen en Jolies prestatie in het bijzonder werden positief ontvangen. Hierna verscheen Jolie in Pushing Tin (1999) als de verleidelijke echtgenote van Billy Bob Thornton, met wie ze het jaar erop in het echt zou trouwen. Daarna werkte Jolie met Denzel Washington in de misdaadfilm The Bone Collector (1999). De film had een omzet van 151 miljoen dollar wereldwijd, maar ontving slechte kritieken.
In 1999 speelde Jolie ook de psychopathische Lisa Rowe in de biografische film Girl, Interrupted. Hoewel de film de comeback van hoofdrolspeelster Winona Ryder had moeten worden, markeerde Girl, Interrupted de doorbraak van Jolie in Hollywood. In 2000 won zij voor haar prestatie haar derde Golden Globe, haar tweede Screen Actors Guild Award, en een Academy Award voor Beste Vrouwelijke Bijrol. In de zomer van dat jaar verscheen haar eerste kassucces, Gone in 60 Seconds, waarin zij de ex-vriendin van autodief Nicolas Cage speelde. De film bracht internationaal 237 miljoen dollar op en was daarmee haar best bezochte film tot dan toe.

### Internationaal succes, 2001–heden

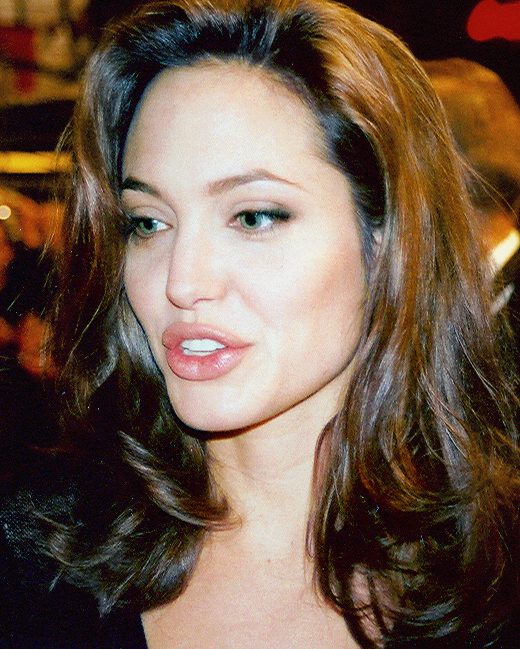
Jolie tijdens de première van Alexander in 2004

Jolie bereikte de status van internationale superster met haar rol als videogameheldin Lara Croft in Lara Croft: Tomb Raider (2001). Hoewel Jolie algemeen werd geprezen om haar lichamelijke prestatie, ontving de film voornamelijk negatieve recensies. De film was niettemin een internationaal succes met een omzet van 275 miljoen dollar, en lanceerde haar globale reputatie als een vrouwelijke actiefilmster.
Daarna verscheen Jolie als de sensuele, maar bedrieglijke postorderbruid van Antonio Banderas in Original Sin (2001). In 2002 speelde zij een ambitieuze journaliste die te horen krijgt dat ze binnen een week zal sterven in Life or Something Like It. Beide films ontvingen slechte recensies, maar Jolies prestaties werden wederom positief ontvangen door critici.
In 2003 herhaalde Jolie haar rol als Lara Croft in Lara Croft Tomb Raider: The Cradle of Life. Het vervolg, hoewel niet zo winstgevend als het origineel, had een internationale omzet van 156 miljoen dollar. Later dat jaar verscheen ze in Beyond Borders, een film over ontwikkelingswerkers in Afrika. De film weerspiegelde Jolies interesse in ontwikkelingshulp, maar was kritisch en financieel onsuccesvol.
In 2004 verscheen Jolie naast Ethan Hawke als een FBI agente in de thriller Taking Lives. Zij verzorgde ook de stem van de vis Lola in de DreamWorks animatiefilm Shark Tale en had een kleine rol in de sciencefiction-/avonturenfilm Sky Captain and the World of Tomorrow. Datzelfde jaar vertolkte Jolie de rol van Olympias in Alexander, een biografische film over het leven van Alexander de Grote. De film werd in Amerika slecht bezocht, wat regisseur Oliver Stone toeschreef aan de afbeelding van Alexanders biseksualiteit, maar was internationaal een succes met een omzet van 139 miljoen dollar.
Jolie speelde in slechts één film in 2005, de actiekomedie Mr. & Mrs. Smith, waar ze Brad Pitt leerde kennen. De film, die het verhaal vertelt van een verveeld echtpaar dat ontdekt dat zij beiden huurmoordenaars zijn, was met een omzet van 478 miljoen dollar wereldwijd een van de grootste successen van 2005. Daarna verscheen Jolie in Robert De Niro's The Good Shepherd (2006) als de verwaarloosde echtgenote van een CIA-agent gespeeld door Matt Damon.
In 2007 verscheen Jolie in A Mighty Heart als Mariane Pearl, de weduwe van de vermoorde journalist Daniel Pearl. Voor haar prestatie ontving Jolie een vierde Golden Globe nominatie en een derde Screen Actors Guild Award nominatie. Datzelfde jaar speelde Jolie ook de moeder van Grendel in de met motion capture gecreëerde epische film Beowulf.
In 2008 speelde Jolie in de actiefilm Wanted de huurmoordenares Fox, naast James McAvoy en Morgan Freeman. De film werd door critici positief ontvangen en was een internationaal succes met een omzet van 342 miljoen dollar. Ze verzorgde ook de stem van Tigress in de DreamWorks-animatiefilm Kung Fu Panda, die met een omzet van 632 miljoen dollar wereldwijd haar best bezochte film tot op heden werd. Datzelfde jaar verscheen Jolie in Clint Eastwoods op waarheid gebaseerde drama Changeling, over de Amerikaanse Christine Collins (gespeeld door Jolie) die in 1928 niet met haar gekidnapte zoon herenigd werd maar met een jongen die had beweerd haar zoon te zijn. Jolie ontving voor haar rol een tweede Academy Award-nominatie, een vijfde Golden Globe-nominatie, en een vierde Screen Actors Guild Award-nominatie.

## Humanitair werk

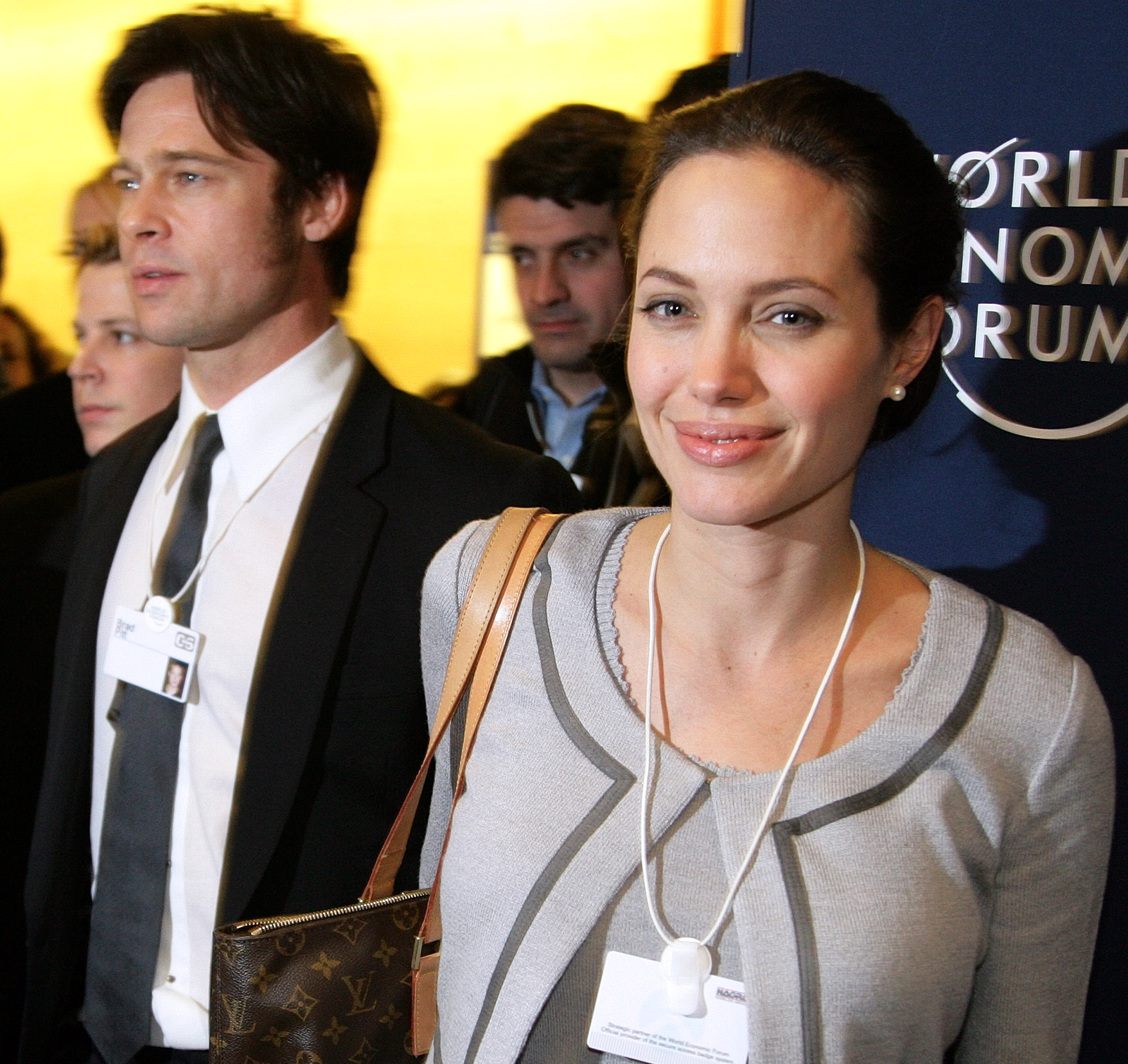
Brad Pitt en Angelina Jolie op het World Economic Forum (2006)

Tijdens het filmen van Tomb Raider in Cambodja eind 2000 werd Jolie zich voor het eerst persoonlijk bewust van wereldwijde humanitaire crises. Ze contacteerde UNHCR, de vluchtelingenorganisatie van de Verenigde Naties, om meer te leren over internationale probleemgebieden. In februari 2001 ging Jolie op haar eerste veldbezoek, een 18-daagse missie naar Sierra Leone en Tanzania. In de daaropvolgende maanden keerde zij voor twee weken terug naar Cambodja en ontmoette later Afghaanse vluchtelingen in Pakistan aan wie ze 1 miljoen dollar schonk in antwoord op een internationaal UNHCR noodberoep. Op 27 augustus 2001 werd Jolie benoemd tot UNHCR Goodwill Ambassadeur in het UNHCR hoofdkwartier in Genève.
Jolie heeft opvangcentra voor vluchtelingen en ontheemden in meer dan twintig landen bezocht. In 2002 ging ze naar het Tham Hin vluchtelingenkamp in Thailand en Colombiaanse vluchtelingen in Ecuador. Later dat jaar bezocht Jolie verschillende UNHCR-faciliteiten in Kosovo, en het Kakuma vluchtelingenkamp in Kenia waar hoofdzakelijk vluchtelingen uit Soedan verbleven. Zij ontmoette ook Angolese vluchtelingen tijdens het filmen van Beyond Borders in Namibië.
In 2003 ging Jolie op een zesdaagse missie naar Tanzania waar zij kampen voor Congolese vluchtelingen bezocht, en bracht ze een week door met ontheemden in Sri Lanka. Later dat jaar ging ze op een vierdaagse missie naar de Noordelijke Kaukasus in Rusland. In samenhang met de release van de film Beyond Borders publiceerde ze Notes from My Travels, een verzameling dagboeknotities over haar veldmissies in 2001 en 2002. Tijdens een privé-verblijf in Jordanië in december 2003 bezocht zij Irakese vluchtelingen, en later die maand vertrok zij naar Egypte om Soedanese vluchtelingen te ontmoeten.
In juni 2004 vloog ze naar Tsjaad voor een bezoek aan vluchtelingen uit de Darfur regio in westelijk Soedan. Vier maanden later keerde zij terug naar het gebied voor een bezoek aan West-Darfur. Later dat jaar ontmoette Jolie Afghaanse vluchtelingen in Thailand, en tijdens een privé-verblijf in Libanon in de kerstvakantie bezocht ze het regionale kantoor van UNHCR in Beiroet, evenals enkele jonge vluchtelingen en kankerpatiënten in de Libanese hoofdstad.
In 2005 bezocht Jolie Afghaanse vluchtelingen in Pakistan; tijdens de reis ontmoette ze de Pakistaanse president Pervez Musharraf en premier Shaukat Aziz. In november keerde ze terug naar Pakistan met Brad Pitt om de gevolgen van de Kasjmir aardbeving vast te stellen. Tijdens het filmen van A Mighty Heart in India in 2006 ontmoette Jolie Afghaanse en Birmaanse vluchtelingen in New Delhi. Zij bracht eerste kerstdag door met Colombiaanse vluchtelingen in San José, Costa Rica, waar ze geschenken uitdeelde. In 2007 keerde Jolie terug naar Tsjaad voor een tweedaagse missie om de verslechterende veiligheidstoestand voor vluchtelingen uit Darfur te bepalen; Jolie en Pitt schonken vervolgens 1 miljoen dollar aan drie hulporganisaties in Tsjaad en Darfur. In 2008 bracht Jolie haar eerste bezoek aan Syrië en ging tweemaal naar Irak, waar zij Iraakse vluchtelingen en Amerikaanse troepen ontmoette. In 2012 bezocht Jolie samen met António Guterres, de hoge commissaris voor de Vluchtelingen van de Verenigde Naties, Syrische vluchtelingen in Jordanië en Turkije die tijdens de opstand in Syrië zijn gevlucht.
Jolie is betrokken bij het bevorderen van humanitaire hulp in de politiek. Sinds 2003 ontmoet ze regelmatig leden van het Amerikaans Congres om te lobbyen voor humanitaire zaken, en ze was een drijvende kracht achter enkele wetsvoorstellen ter bevordering van de situatie van vluchtelingen en kwetsbare kinderen in de derde wereld. Jolie heeft meerdere keren de Wereldvluchtelingendag bijgewoond in Washington D.C., en ze was een spreker op het World Economic Forum in Davos, Zwitserland in 2005 en 2006. In 2007 werd ze lid van de prestigieuze Council on Foreign Relations.
In 2012 werd ze speciaal gezant van de hoge commissaris voor de Vluchtelingen. Sinds oktober 2013 werkt ze samen met de Britse minister van buitenlandse zaken William Hague aan een programma om een einde te maken aan de veelvuldige verkrachtingen in oorlogsgebieden. Hague nam die stap na het zien van haar film Land of Blood and Honey. Hun samenwerking heeft een trainingsprogramma opgeleverd voor de "blauwhelmen", de vredessoldaten van de VN, die vaak lijdzaam toezien bij verkrachtingen en zich er soms (Oost-Congo) zelf aan schuldig maken. Volgend actiepunt is bevordering van strafvervolging van verkrachters.
In juni 2014 werd Jolie, voor haar inspanningen voor het buitenlands beleid van het Verenigd Koninkrijk en inspanningen om een einde te maken aan seksueel geweld in oorlogsgebieden, door koningin Elizabeth van het Verenigd Koninkrijk benoemd tot Honorary Dame Commander of the Most Distinguished Order of Saint Michael and Saint George. Op 10 oktober 2014 ontving zij de versierselen op Buckingham Palace.
In 2016 werd ze door de London School of Economics aangesteld als gastdocente bij het centrum voor Vrouwen, Vrede en Veiligheid. Vanaf 2017 gaat ze er lesgeven over de impact van oorlog op vrouwen.

## Privéleven

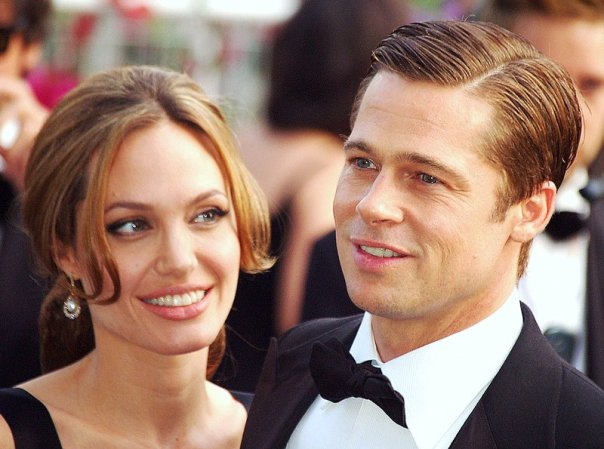
Angelina Jolie en Brad Pitt op het Filmfestival van Cannes (2007)

Op de set van Hackers (1995) kreeg Jolie een relatie met de Britse acteur Jonny Lee Miller, haar eerste vriend sinds haar vroege tienerjaren. Ze trouwden op 28 maart 1996; tijdens de huwelijksceremonie droeg Jolie een zwarte rubberen broek en een wit T-shirt waarop ze de naam van de bruidegom in haar bloed had geschreven. Jolie en Miller gingen 18 maanden later uit elkaar en scheidden op 3 februari 1999. Jolie weet de scheiding aan het feit dat ze beiden te jong waren.
Tijdens het filmen van Foxfire (1996) werd Jolie, wier relatie met Miller destijds tijdelijk verbroken was, verliefd op haar tegenspeelster Jenny Shimizu. In interviews verklaarde de openlijk biseksuele Jolie dat de Japans-Amerikaanse Shimizu haar had doen realiseren dat ze ook op vrouwen valt.
Op de set van Pushing Tin (1999) ontmoette Jolie de 20 jaar oudere Billy Bob Thornton, die destijds verloofd was met actrice Laura Dern en al vier keer gescheiden was. Ze trouwden op 5 mei 2000 en het huwelijk werd al gauw een favoriet onderwerp van de roddelpers dankzij bizarre publieke liefdesbetuigingen als het dragen van elkaars bloed in een ampul aan een ketting. Jolie en Thornton gingen in juni 2002 uit elkaar – slechts drie maanden na Jolies adoptie van een Cambodjaanse baby – en scheidden op 27 mei 2003. Over de scheiding verklaarde Jolie dat ze heel plotseling uit elkaar waren gegroeid.
In 2005 was Jolie betrokken bij een Hollywoodschandaal toen zij ervan beschuldigd werd de reden van de scheiding tussen acteurs Brad Pitt en Jennifer Aniston te zijn. Jolie en Pitt zouden een affaire zijn begonnen op de set van Mr. & Mrs. Smith (2005). Jolie ontkende dit meerdere malen, maar gaf toe dat ze tijdens het filmen verliefd waren geworden. Pas in januari 2007 bevestigde Jolie voor het eerst hun relatie door aan te kondigen dat ze zwanger was van Pitts kind. Jolie en Pitt hebben drie geadopteerde kinderen en drie natuurlijke kinderen. In april 2012 werd bekend dat ze verloofd zijn, en op 23 augustus 2014 trouwde het koppel in Château Miraval in Frankrijk. Op 20 september 2016 maakte de advocaat van Jolie bekend dat het stel na 12 jaar uit elkaar gaat en Jolie een scheiding heeft aangevraagd.
Op 14 mei 2013 maakte Jolie op een opiniepagina in The New York Times bekend dat ze haar borsten preventief had laten amputeren om het risico op borstkanker te verminderen. Door een mutatie in het BRCA1-gen had zij een kans van 87% om borstkanker te krijgen, na de mastectomie is dit gezakt tot onder de 5%. Op 24 maart 2015 maakte Jolie wederom via The New York Times bekend dat ze ook haar eierstokken preventief had laten verwijderen, omdat ze 50% kans had om eierstokkanker te krijgen vanwege dezelfde BRCA-mutatie.